# Municipio Gómez Farías (Chihuahua)
Koordinaten: 29° 21′ N, 107° 42′ W
Gómez Farías ist ein Municipio mit gut 8600 Einwohnern im mexikanischen Bundesstaat Chihuahua. Das Municipio hat eine Fläche von 854,4 km². Verwaltungssitz und größter Ort im Municipio ist Valentín Gómez Farías.

## Geographie
Das Municipio Gómez Farías liegt nordwestlich des Zentrums des Bundesstaats Chihuahua auf einer Höhe zwischen 1200 m und 3000 m. Es zählt zur Gänze zur physiographischen Provinz der Sierra Madre Occidental.  Im Municipio liegt die Laguna de Babícora. Die Geologie des Municipios wird zu 33 % von rhyolithischem Tuff bestimmt bei 28 % Alluvionen, 10 % lakustrischen Ablagerungen, 8 % Konglomeratgestein und 6 % Basalt; vorherrschende Bodentypen im Municipio sind der Leptosol (19 %), Phaeozem (16 %), Umbrisol, Vertisol (je 12 %), Luvisol (11 %) und Regosol (9 %). 37 % des Municipios werden ackerbaulich genutzt, 35 % sind bewaldet, 11 % werden von Weideland eingenommen.
Das Municipio ist umgeben von den Municipios Ignacio Zaragoza, Namiquipa, Temósachi und Madera.

## Bevölkerung
Beim Zensus 2010 wurden im Municipio 8624 Menschen in 2570 Wohneinheiten gezählt. Davon wurden 27 Personen als Sprecher einer indigenen Sprache registriert, darunter 17 Sprecher der Tarahumara-Sprache. Knapp vier Prozent der Bevölkerung waren Analphabeten. 3159 Einwohner wurden als Erwerbspersonen registriert, wovon ca. 72 % Männer bzw. ca. 4,8 % arbeitslos waren. Drei Prozent der Bevölkerung lebten in extremer Armut.

## Orte
Das Municipio Gómez Farías umfasst 26 bewohnte localidades, von denen lediglich der Hauptort vom INEGI als urban klassifiziert ist. Sieben Orte wiesen beim Zensus 2010 eine Einwohnerzahl von über 100 auf. Die größten Orte sind:
| Ort                   | Einwohner |
| Valentín Gómez Farías | 5330      |
| Peña Blanca           | 1092      |
| San José Babícora     | 0667      |
| La Pinta              | 0657      |